# 再送信

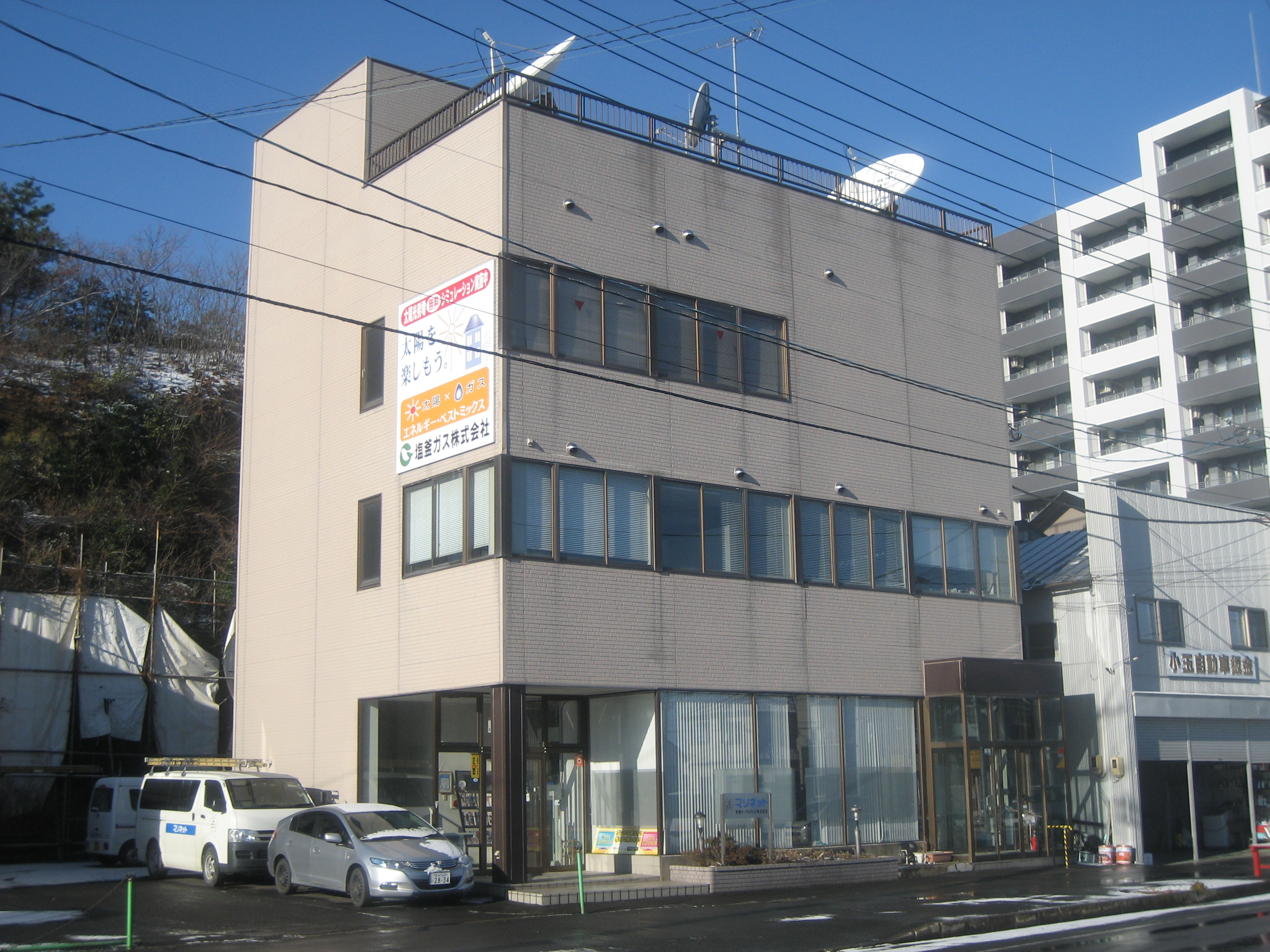
パラボラアンテナなどのケーブルテレビ（有線テレビジョン放送）の再放送（再送信）設備（受信点）がある場合の本社の社屋（宮城ケーブルテレビ）

再送信（さいそうしん）は、他の放送事業者の放送を受信して業務区域内に送信することである。

## 解説
再送信について規定されたのは、1951年（昭和26年）に施行された有線放送業務の運用の規正に関する法律（1972年（昭和47年）に有線ラジオ放送業務の運用の規正に関する法律と改称
）である。
第5条（再送信の同意）に「有線放送の業務を行う者は、同意を得なければ、放送事業者の放送を受信しこれを再送信してはならない。」と規定していた。
当時施行されていた放送法では、第6条（再放送）に「放送事業者は、同意を得なければ、他の放送事業者の放送を受信して、その再放送をしてはならない。」と規定していた。
つまり、同じ趣旨が「再放送」と「再送信」と異なる文言で表現されていた。
- この放送は無線通信によるもの、現行の基幹放送に相当する。

1973年（昭和48年）施行の有線テレビジョン放送法でも第13条（再送信）第2項に「有線テレビジョン放送事業者は、放送事業者の同意を得なければ、そのテレビジョン放送を受信し、これを再送信してはならない。」と規定していた。 2002年（平成14年）施行の電気通信役務利用放送法でも第12条（再送信）に電気通信役務利用放送事業者は、他の電気通信役務利用放送事業者又は放送事業者（中略）の同意を得なければ、その電気通信役務利用放送又は放送（中略）を受信し、これらを再送信してはならない。」と規定していた。
- 現行制度の「義務再放送」、「区域外再放送」は、それぞれ「義務再送信」、「区域外再送信」と呼ばれていた。

2011年（平成23年）に再送信を規定していた上記の三法は放送法に統合され、第11条（再放送）に「放送事業者は、他の放送事業者の同意を得なければ、その放送を受信し、その再放送をしてはならない。」と規定

された。
- この放送は無線通信によるもののみではなく、有線電気通信によるものも含むこととなった。義務再放送を行う有線テレビジョン放送事業者を公示する指定再放送事業者も制度化された。

以後、放送法令上は「再放送」に統一されて「再送信」は消滅したが、それ以外の文書などで一般的な概念の「一度放送した番組を後に放送すること」と区別するため「再送信」と表現すること

は依然としてある。